# Duomo di Bobbio
Il duomo di Bobbio o concattedrale di Santa Maria Assunta, è una chiesa parrocchiale di Bobbio in provincia di Piacenza, cattedrale fino al 1986 della diocesi di Bobbio, successivamente, fino al 1989, concattedrale dell'arcidiocesi di Genova-Bobbio, ora concattedrale della diocesi di Piacenza-Bobbio e sede del vicariato di Bobbio, Alta Val Trebbia, Aveto e Oltre Penice.
Complesso del duomo oltre alla chiesa cattedrale si compone di vari edifici, il Palazzo vescovile con il Museo diocesano della Cattedrale, i giardini e l'oratorio, ed il Vecchio seminario oggi sede degli Archivi storici bobiensi con il chiostro seicentesco.
Dalla parrocchia di Santa Maria Assunta dipendono le seguenti chiese o istituti: 
- Santuario della Madonna dell'Aiuto in Bobbio[2]
- Seminario vescovile
- Istituto delle suore Gianelline
- Oratorio Cuore Immacolato di Maria, nella frazione di Arelli[3]
- Oratorio di San Carlo, nella frazione di Degara
- Oratorio di San Martino, nella frazione di Fognano
- Chiesa della Beata Vergine di Caravaggio, nella frazione di Lagobisione[4]
- Antico oratorio della Beata Vergine di Caravaggio di Lagobisione (recentemente restaurato e recuperato al culto)[5]
- Chiesa di San Rocco, nella frazione di Piancasale[6]

## Storia
La storia della nascita della cattedrale si connette con la nascita della diocesi di Bobbio come separata dal territorio abbaziale: la sede vescovile di Bobbio nacque il 14 febbraio del 1014 per opera dell'abate e poi vescovo Pietroaldo (999-1017), che risiedeva nell'abbazia, l'unione delle due cariche venne scissa dopo la morte di questi.
Nel 1017, il nuovo vescovo ed abate, Attone, decise di spostarsi temporaneamente nell'antica chiesa romana di Santa Maria (di cui rimangono i resti assieme alla torre detta "del vescovo" accanto al castello Malaspina-Dal Verme), nominò come abate Bosone, separando il vescovato dall'abbazia. Nel 1075, il vescovo conte Guarnerio (1073-1095) spostò finalmente la sede della diocesi nella nuova cattedrale di Santa Maria Assunta, traslandone il nome ed il titolo dall'antica chiesa romana e prima sede diocesana.
La chiesa in stile romanico, fu costruita a partire dal 1070 e terminata dopo cinque anni, rimanendo pressoché immutata nella struttura fino al XIII secolo.
Vi era già presente la cappella di San Giovanni, la struttura di tre navate era articolata in tre campate, l'ultima delle quali sovrastante il presbiterio e l'altare allora non sopraelevati, l'abside aveva forma circolare.
La copertura della cattedrale era inizialmente costituita da capriate lignee a vista sia nella navata che nei transetti, le finestre erano anguste con lieve strombatura, come è possibile ancora osservare sulle murature esterne.
Il fronte della chiesa era in posizione arretrata rispetto alle due torri laterali allora di altezza pressoché simile. La torre di sinistra era la vera torre campanaria originale e presentava in sommità una apertura in forma di trifora.
Si accedeva alla chiesa quindi attraverso una scalinata esterna posta tra la quota della piazza, allora molto più bassa e quella del pavimento interno. La scalinata era coperta da un porticato pronao.
Nel XIII secolo fu sopraelevato il pavimento e furono allungati lateralmente i due bracci del transetto e venne finalmente ultimata la copertura chiudendo alla vista le capriate grazie alla costruzione delle volte.
Nel 1226 è realizzato il Palazzo Podestarile e sede del Podestà e del Consiglio dei Reggenti, nel 1527 il comune ottiene il permesso del vescovo per sopraelevare la torre di destra e collocarvi l'orologio ed una delle due antiche campane che prima aveva nella torre maggiore di San Colombano. L'edificio era addossato alla torre sinistra del Duomo, venne distrutto nel 1927 allo scopo di allargare la piazza.
Nel 1370 viene creata la cappella di San Michele nella parte iniziale della navata di destra, dove sono ancora visibili tracce di pitture trecentesche. Nel 1378 sul fronte della torre di destra verso la piazza venne realizzata la bifora per dar luce all'oratorio episcopale del vescovo Lanfranchi.
A partire dal 1448 vengono iniziati i lavori per la realizzazione della cripta, a cui si accedeva dal locale dell'attuale sacrestia, l'intervento rende necessaria una elevazione del pavimento del presbiterio.
Nel 1463 viene costruita la nuova facciata nella posizione attuale, allineandola alle due torri laterali. Viene innalzato il piano della piazza antistante per eliminare la pendenza verso la chiesa e le infiltrazioni di acqua piovana, coprendo la base delle torri di almeno un metro e mezzo di materiale di riporto e rifacendo quindi totalmente la scalinata centrale.

## Descrizione
L'attuale facciata, risalente al 1463, ha tre porte d'ingresso, con al centro l'ampio portale, prima delle modifiche del XVIII secolo, erano in stile gotico; sopra il portale in alto vi è il grande rosone centrale.
La facciata è incorniciata da due torri campanarie, quella di sinistra è il vero e proprio campanile, quella di destra, più bassa fu sopraelevata dal comune, porta l'orologio; furono ultimate nel 1532, nel XVII secolo quella di sinistra fu modificata nella forma attuale distruggendo l'antica trifora.
Si entra scendendo alcuni gradini, la differenza di altezza deriva dalla sopraelevazione del livello della piazza.
La basilica è a pianta a croce latina con cappelle perimetrali, coperte da volte a crociera costolonate; ha tre navate di sei campate laterali.
Gli affreschi risalgono alla fine del XIX secolo ad opera di Luigi Morgari, mentre le decorazioni bizantineggianti sono del 1896 da parte di Aristide Secchi.
La pavimentazione della chiesa è rifatta dal vescovo Porrati nel 1905.
Nella cappella maggiore e nel presbiterio gli affreschi sono realizzati a partire dal 1723 dal pittore Francesco Porro, esponente del quadraturismo lombardo. 
Il motivo ripetuto rappresenta le varie fasi dell'Assunzione della Vergine Maria in cielo. La commissione è del vescovo Ildefonso Manara.
Subito a destra in fondo le scale vi è la cappella di San Sebastiano, realizzata nel 1498 con un pavimento in ceramica e parte degli affreschi risalenti al 1507, la finestra che dà sulla piazza fu realizzata a seguito di una pestilenza che determinò la chiusura al culto e quindi consentiva ai fedeli di partecipare ai riti.
Subito dopo vi è un accesso al palazzo vescovile, dove un tempo vi era la cappella di San Michele. Sulla parete di fondo è stato recentemente restaurato un frammento di affresco del XIV secolo rappresentante la crocifissione. Sul lato sinistra della cappella vi è un'antica lapide tombale della famiglia Giorgi che ricorda la morte di "Janote", avvenuta il 21 febbraio 1462.
Dalla parte opposta vi è il battistero con il fonte battesimale opera dello scultore piacentino Paolo Perotti.
Subito dopo la cappella sempre nella navata di sinistra vi è una porticina che immette nel Chiostrino del Duomo, dove aveva sede il vecchio Seminario vescovile.
Sempre nella navata di destra seguono le cappelle cinquecentesche di San Giovanni e di Santa Franca.
Nella prima vi è un quadro dell'Angelo Custode, opera del pittore Carlo Francesco Nuvoloni eseguito nel 1625, mentre nella seconda sotto un quadro è stato recentemente ritrovato un antico affresco raffigurante la Crocifissione con Maria e Giovanni evangelista ai piedi della croce, un tempo sormontato da un'opera lignea scomparsa. Ai due lati vi sono due lapidi, una che ricorda il restauro del 1415 da parte di Corrado Buelli e l'altra riferisce di un privilegio del Papa Gregorio XIII, concesso in data 13 novembre 1584.
Nella navata di sinistra vi sono le cappelle di San Giuseppe e del Suffragio. 
La prima con affreschi cinquecenteschi ospita un quadro del pittore genovese Mattia Traverso. La seconda ospita un quadro del Crocifisso di Luigi Morgari.
Nel transetto vi sono a destra la cappella della riserva eucaristica, con la piccola cappella di San Nicolao. La cappella è decorata con numerosi affreschi realizzati nel 1756 con il contributo del re Carlo Emanuele III.
A sinistra la cappella del Rosario, con stucchi di Cristoforo Ciseri del XVII secolo
Il presbiterio è sopraelevato; il pavimento in marmo del 1975 fu fatto allestire dal cardinale e arcivescovo di Genova Giuseppe Siri titolare anche di Bobbio, i marmi furono donati dal vescovo di Rottenburg Carl Joseph Leiprecht in memoria dell'ultimo vescovo titolare Pietro Zuccarino; l'altare maggiore è invece del 1750, dono del re Carlo Emanuele III dopo il passaggio della Contea di Bobbio nel Regno di Sardegna nel 1748; fu consacrato dal vescovo Gaspare Lancellotto Birago. La grande croce risale al XVI secolo. I mobili in legno di noce del presbiterio e del coro risalgono al XVII secolo.
La sacrestia costruita nel 1636 è collocata a sinistra, pregevoli gli armadi in legno di noce del XVII secolo. Vicino all'entrata riposa dietro la lapide bronzea l'ultimo vescovo titolare di Bobbio, monsignor Pietro Zuccarino (1953-73), opera dello scultore genovese G. B. Airaldi.

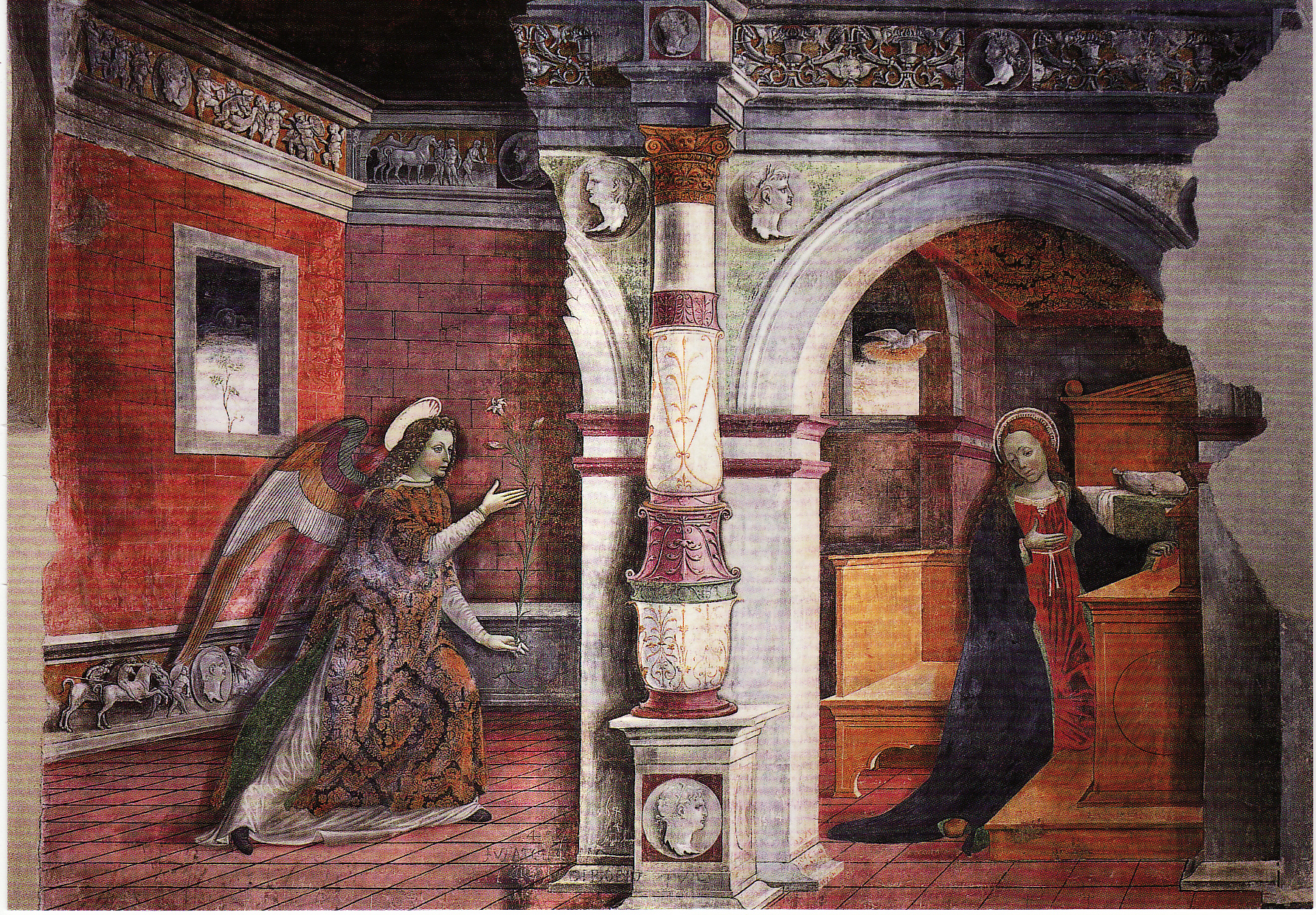
L'affresco quattrocentesco dell'Annunciazione

A destra in testa al transetto vi è l'entrata dell'antica cappella di San Giovanni Battista, risalente alla struttura della vecchia chiesa; che ospita in fondo l'antico affresco dell'Annunciazione riscoperto anch'esso sotto la calce nel 1981 ed attribuito a Bartolomeo Bonone, assieme ad altri affreschi più antichi tra i quali quello raffigurante l'incoronazione della Madonna, o da taluni la regina longobarda Teodolinda.
La cappella originale aveva tre campate, l'ultima occupata dal presbiterio e dall'altare venne affrescata nella seconda metà del XV secolo, ma dopo la peste del 1630, l'intero dipinto fu ricoperto da calce come il resto della chiesa per motivi sanitari. In seguito la cappella passò in disuso e divenne sede dell'archivio capitolare.
Nella seconda metà del XVIII secolo vennero distrutte le volte delle prime due campate per far posto agli accessori dell'organo.
La cappella nel 2012 ha subito un completo restauro, recuperando l'antica struttura e collocandovi un nuovo altare.
Dal transetto mediante due scale si accede alla cripta, creata nel XV secolo; in fondo alle rampe di scale vi è il "sepolcro dei vescovi" dove riposano tutti i vescovi di Bobbio dal 1600. Di fronte scendendo le scale c'è la cappella di sant'Antonio Maria Gianelli, vescovo dal 1838 fino alla morte nel 1846, dove il santo è sepolto in un'urna trasparente collocata sotto l'altare.
La festa annuale della cattedrale è il 15 agosto, festa patronale di Bobbio.

## Complesso del duomo
Oltre alla cattedrale, il complesso del duomo si compone di numerosi edifici: la piazza circondata dagli antichi palazzi nobiliari, il palazzo vescovile con i giardini e l'oratorio, il vecchio seminario ora sede sia degli Archivi storici bobiensi con il chiostro ed il palazzo con gli uffici della tipografia della rivista diocesana La Trebbia.

### Palazzo vescovile
Il palazzo vescovile risalente all'XI secolo è adiacente alla cattedrale; vi si accede mediante un portale con una porta a vetri che immette sia agli uffici della curia che ai giardini interni ed a uno scalone che porta agli uffici vescovili.
Di interesse al secondo piano vi è il salone dei vescovi; una grande sala di ricevimento ospita alle pareti i ritratti di tutti i vescovi di Bobbio, e le altre sale sono tutte arredate con dipinti alle pareti.

### Museo diocesano della Cattedrale
Il Museo ha sede nell'ala destra del piano nobile del Palazzo vescovile.
L'esposizione si snoda in dieci sale, con opere che illustrano la storia della diocesi di Bobbio, del Palazzo vescovile e della Cattedrale. 
La sala d'ingresso racconta la storia della diocesi attraverso mappe, documenti e testimonianze dell'ultimo vescovo mons. Pietro Zuccarino. 
La sala successiva, sulle cui pareti si può ammirare il grande affresco con i ritratti dei vescovi di Bobbio, ospita pastorali e paramenti vescovili. 
Nella terza sala è esposto il tesoro della Cattedrale, costituito da opere d'intaglio ligneo, argenterie e tessuti. Il percorso include la sala dell'affresco (IV sala) che custodisce un dipinto murale settecentesco raffigurante l'Adorazione dei Magi, la saletta dell'Archivio (V sala) che conserva intatto l'arredo ligneo originario e la Cappella vescovile con un dipinto di Domenico Buonviso del 1624 (VI sala). Testimonianza della fede popolare sono i reliquiari esposti nella saletta attigua (VII sala), mentre le ultime stanze sono dedicate rispettivamente ad arredi provenienti dalle parrocchie della diocesi (VIII sala) ed opere pittoriche (IX sala). Conclude il percorso una sala dedicata a Sant'Antonio Maria Gianelli con documenti e atti sinodali che gli appartennero (X sala).

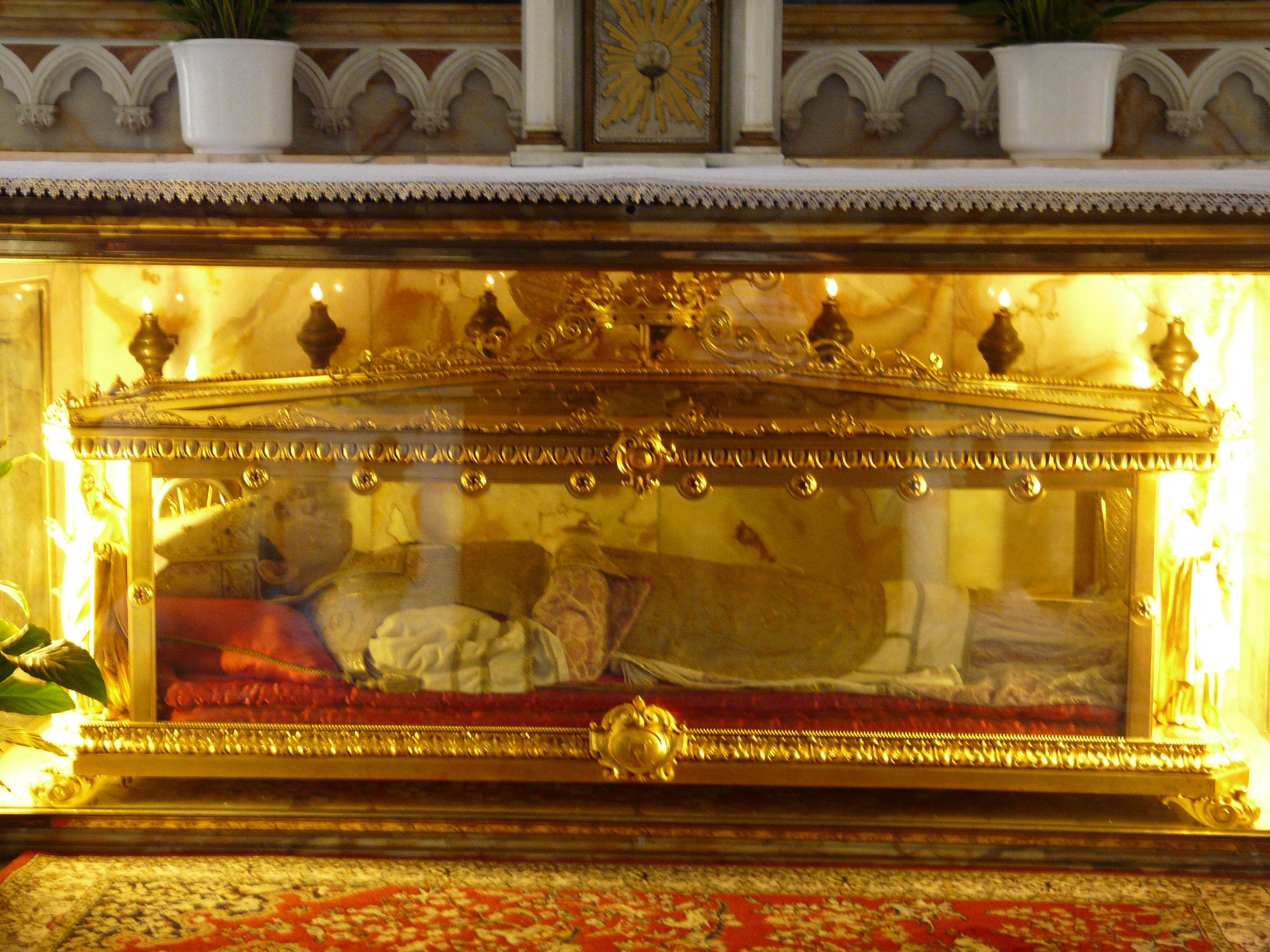
La tomba di Sant'Antonio Maria Gianelli

### Vecchio seminario
A sinistra e sempre adiacente alla cattedrale si trova l'edificio seicentesco che ospitò fino al 1960 il seminario cittadino e dove oggi hanno sede gli Archivi storici bobiensi, aperti al pubblico nel 1973.
Si accede agli archivi attraverso un chiostro del 1663 su disegno dell'architetto Lucino da Milano.
Sul lato destro si può ammirare la struttura romanica del Duomo, risalente all'XI secolo.
Gli archivi ospitano alcune pergamene e codici dal IX al XV secolo e riproduzioni in microfilm di tutto il materiale originariamente conservato nello scriptorium dell'abbazia di San Colombano: con la soppressione dell'abbazia nel 1803 il contenuto della sua biblioteca venne infatti per buona parte trasferito nel 1824 presso la Biblioteca Nazionale di Torino. 
Sono presenti anche i registri vescovili e parrocchiali risalenti al 1500.